# Takuya Komine
Takuya Komine (小峯 拓也 Komine Takuya?), född 22 december 1988 i Fukushima prefektur, är en japansk fotbollsspelare.
Komine började sin karriär 2012 i Fukushima United FC. Han spelade 9 ligamatcher för klubben. Han avslutade karriären 2014.